# Dragueurs de mines belges de classe Algerine
Les dragueurs de mines belges de classe Algerine sont des dragueurs de mines-escorteurs de la Force navale issus des 110 unités de la classe Algerine.
Les 6 premières unités proviennent de la Royal Navy et 2 unités de remplacement proviennent de la Marine royale canadienne.

## Service
Les dragueurs de mines/escorteurs se différencient des dragueurs de type MSO (Mine Sweeper Ocean), des dragueurs de mines côtiers de type MSC (Mine Sweeper Coast) et des dragueurs de mines de petits fonds de type MSI (Mine Sweeper Inshore) par le fait pouvoir naviguer en haute-mer.

## Conception
Les bâtiments de classe Algerine  ne sont pas uniquement des dragueurs de mines océaniques. Ils ont aussi servi d'escorteurs durant la seconde guerre mondiale et possédaient des mortiers et rails de lancement pour charge de fond (Grenade anti-sous-marine) dans le cadre de la lutte anti-sous-marine.

Les unités canadiennes ont servi uniquement d'escorteurs.

## Les unités
Royal Navy :
| Nom                                          | marine d'origine                          | Chantier naval                             | Mis sur cale      | lancement       | Armement         | Transfert        | Fin de carrière                                               | Photo |
| -------------------------------------------- | ----------------------------------------- | ------------------------------------------ | ----------------- | --------------- | ---------------- | ---------------- | ------------------------------------------------------------- | ----- |
| M900 Adrien de Gerlache                      | ex-HMS Liberty (J391) Royal Navy          | Harland and Wolff Belfast- Irlande du Nord | 27 novembre 1943  | 22 août 1944    | 18 janvier 1945  | 29 novembre 1949 | BSL A954 Adrien de Gerlache' à partir de 1959 détruit en 1970 |       |
| M901 Georges Lecointe(I)                     | ex-HMS Cadmus (J230 puis M230) Royal Navy | Harland and Wolff Belfast- Irlande du Nord | 24 juillet 1941   | 27 mai 1942     | 9 septembre 1942 | 30 janvier 1950  | navire-école(1954-57) retiré en 1960                          |       |
| M902 Van Haverbecke (I)                      | ex-HMS Ready (J223) Royal Navy            | Harland and Wolff Belfast- Irlande du Nord | 14 avril 1942     | 11 janvier 1943 | 4 mai 1943       | 7 juillet 1951   | vendu en juin 1960                                            |       |
| M903 Dufour (I)                              | ex-HMS Fancy (J308) Royal Navy            | Dry-docks Shipbuilding Blyth- Angleterre   | 22 juillet 1942   | 5 avril 1943    | 21 novembre 1943 | 8 août 1951      | retiré en 1957                                                |       |
| M904 De Brouwer (I)                          | ex-HMS Spanker (J226) Royal Navy          | Harland and Wolff Belfast- Irlande du Nord | 22 septembre 1942 | 30 avril 1943   | 20 août 1943     | 25 février 1953  | retiré en 1959                                                |       |
| M905 De Moor (1953-59) F905 De Moor(1959-70) | ex-HMS Rosario (J219) Royal Navy          | Harland and Wolff Belfast- Irlande du Nord | 22 septembre 1942 | 3 avril 1943    | 26 juin 1943     | 15 janvier 1953  | retiré en 1970                                                |       |

Marine royale canadienne :
| Nom                       | marine d'origine                                    | Chantier naval                                                | Mis sur cale    | lancement         | Armement         | Transfert       | Fin de carrière | Photo |
| ------------------------- | --------------------------------------------------- | ------------------------------------------------------------- | --------------- | ----------------- | ---------------- | --------------- | --------------- | ----- |
| F901 Georges Lecointe(II) | ex-HMSC Wallaceburg (J336) Marine royale canadienne | Western Dry Dock and Shipbuilding Company Port Arthur- Canada | 6 juillet 1942  | 17 décembre 1942  | 18 novembre 1943 | 31 juillet 1959 | retiré en 1969  |       |
| F903 Dufour (II)          | ex-HMSC Winnipeg (J337)) Marine royale canadienne   | Western Dry Dock and Shipbuilding Company Port Arthur- Canada | 31 janvier 1942 | 19 septembre 1942 | 29 juillet 1943  | 1959            | retiré en 1966  |       |